# Liste der Baudenkmale in Ostereistedt
In der Liste der Baudenkmale in Ostereistedt sind alle Baudenkmale der niedersächsischen Gemeinde Ostereistedt aufgelistet. Die Quelle der Baudenkmale ist der Denkmalatlas Niedersachsen. Der Stand der Liste ist der 20. Oktober 2020.

## Allgemein
In den Spalten befinden sich folgende Informationen:
- Lage: die Adresse des Baudenkmales und die geographischen Koordinaten. Kartenansicht, um Koordinaten zu setzen. In der Kartenansicht sind Baudenkmale ohne Koordinaten mit einem roten Marker dargestellt und können in der Karte gesetzt werden. Baudenkmale ohne Bild sind mit einem blauen Marker gekennzeichnet, Baudenkmale mit Bild mit einem grünen Marker.
- Bezeichnung: Bezeichnung des Baudenkmales
- Beschreibung: die Beschreibung des Baudenkmales. Unter § 3 Abs. 2 NDSchG werden Einzeldenkmale und unter § 3 Abs. 3 NDSchG Gruppen baulicher Anlagen und deren Bestandteile ausgewiesen.
- ID: die Objekt-ID des Baudenkmales
- Bild: ein Bild des Baudenkmales, ggf. zusätzlich mit einem Link zu weiteren Fotos des Baudenkmals im Medienarchiv Wikimedia Commons. Wenn man auf das Kamerasymbol klickt, können Fotos zu Baudenkmalen aus dieser Liste hochgeladen werden:

## Ostereistedt

### Einzelbaudenkmale
| Lage                                        | Bezeichnung              | Beschreibung | ID       | Bild |
| ------------------------------------------- | ------------------------ | --- | -------- | ---- |
| Am Gänseteich 1 53° 18′ 1″ N, 9° 10′ 9″ O   | Wohn-/Wirtschaftsgebäude | Zweiständer-Hallenhaus von 1855 in Fachwerk auf Granitquadersockel mit reetgedeckten Satteldach                                                                                    | 31027043 | BW   |
| Steinkampsweg 8 53° 17′ 55″ N, 9° 10′ 24″ O | Wohn-/Wirtschaftsgebäude | Eckes Hus, ein Zweiständer-Hallenhaus von 1664 in Fachwerk mit reetgedeckten Krüppelwalmdach, Wirtschaftsgiebel im 17. Jahrhundert verändert. Wohnteil im 19. Jahrhundert erneuert | 31027067 | BW   |

## Rockstedt

### Einzelbaudenkmale
| Lage                                  | Bezeichnung | Beschreibung                                                              | ID       | Bild |
| ------------------------------------- | ----------- | ------------------------------------------------------------------------- | -------- | ---- |
| Am Brink 1 53° 19′ 57″ N, 9° 9′ 36″ O | Scheune     | Die Querdurchfahrtscheune wurde um 1800 unter einem Satteldach errichtet. | 31027092 | BW   |